# Ultramarathon de Badwater
L'ultramarathon de Badwater (en anglais: Badwater Ultramarathon) est une course sur route d'ultrafond de 135 miles (217 km) et 4 000 m de dénivelé positif cumulé, débutant à 85 mètres en dessous du niveau de la mer dans le bassin de Badwater, situé dans la vallée de la Mort en Californie, et finissant à une altitude de 2 548 m à Whitney Portal, sur les pentes du mont Whitney.

## Organisation

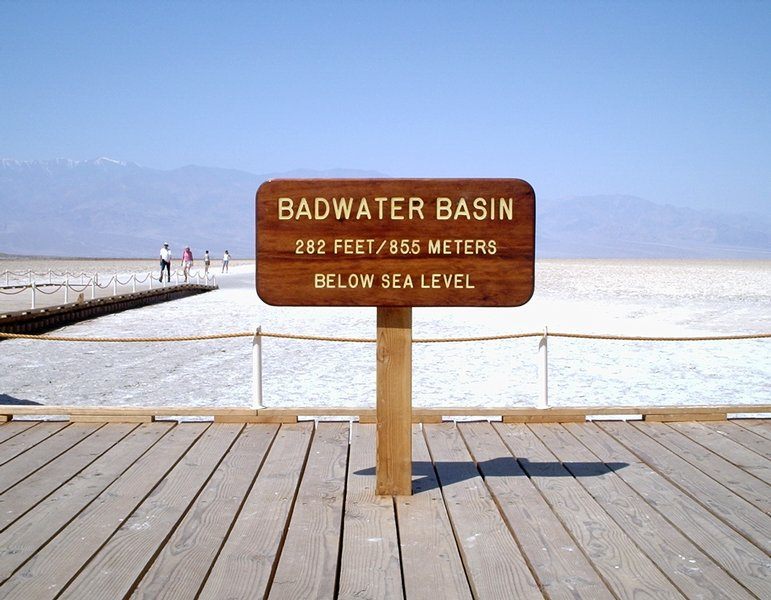
Panneau indiquant l'altitude du bassin de Badwater

L'idée de cet ultra, qui était de relier le point le plus bas et le plus haut des États-Unis, remonte au milieu des années 1970. En 1974, 1975 et 1976, Al Arnold – le premier à tenter l'épreuve – échoue à terminer, avant de finalement réussir l'année suivante. En 1987, dix ans plus tard, cette épreuve devient une compétition annuelle réservée à quelques dizaines de coureurs très entrainés. 
La course se déroule traditionnellement au mois de juillet, lorsque les conditions climatiques sont les plus extrêmes, avec des températures dépassant fréquemment les 50 °C à l'ombre. La température au soleil dans la Vallée de la Mort dépasse les 70 °C et au sol, celle-ci avoisine les 75 °C. Le vent brûlant est fréquent ce qui rajoute à la sensation de chaleur. Elle est décrite par ses organisateurs comme la « course à pied la plus dure au monde » à cause de la chaleur qui règne sur le parcours de la course,.
Pour participer à cette épreuve, les concurrents doivent satisfaire à des critères draconiens. Pour une première participation, il faut avoir terminé au moins 3 courses de plus de 100 miles lors des deux dernières années et pouvoir démontrer une accoutumance à la chaleur (dans ce cadre avoir été assistant de coureur sur une édition précédente est un atout supplémentaire). Une centaine de coureurs (environ 50 débutants et 50 « vétérans ») sont ainsi qualifiés chaque année. Ils représentent une vingtaine de pays et les femmes comptent pour 30 % du plateau.
Le règlement de la course prévoit que chaque coureur est entouré de sa propre équipe d'assistance. Le délai maximum pour finir la course a été porté à 48 heures lors de l'édition 2011. D'année en année, le niveau de cette course ne cesse de monter, les concurrents sont de mieux en mieux préparés et environ 80 % d'entre eux sont capables de franchir la ligne d'arrivée[réf. nécessaire].
En 2020, l'épreuve est annulée  – non directement en raison de la crise du coronavirus  – mais à cause d'un séisme dans la région ayant provoqué un glissement de terrain dans la zone d'arrivée de la course.

## Palmarès
Statistiques de l'ultramarathon de Badwater d'après la Deutsche Ultramarathon-Vereinigung (DUV)  et badwater.com :
| Édition | Date            | Hommes                                               | Hommes                                               | Hommes                                               | Femmes                                               | Femmes                                                         | Femmes                                               |
| ------- | --------------- | ---------------------------------------------------- | ---------------------------------------------------- | ---------------------------------------------------- | ---------------------------------------------------- | -------------------------------------------------------------- | ---------------------------------------------------- |
|         |                 | Rang                                                 | Athlète                                              | Temps                                                | Rang                                                 | Athlète                                                        | Temps                                                |
| 1re     | 31 juillet 1987 | 2e                                                   | Tom Crawford                                         | 58 h 57 min 34 s                                     | 1re                                                  | Eleanor Adams                                                  | 52 h 45 min 00 s                                     |
| 2e      | 28 juillet 1988 | 1er                                                  | Chuck Jones                                          | 45 h 54 min 00 s                                     | 2e                                                   | Linda Elam                                                     | 61 h 47 min 00 s                                     |
| 3e      | 26 juillet 1989 | 1er                                                  | Tom Possert                                          | 36 h 10 min 00 s                                     | 3e                                                   | Barbara Alvarez Angelika Castaneda                             | 66 h 00 min 00 s                                     |
| 4e      | 25 juillet 1990 | 1er                                                  | Tom Possert — 2e victoire                            | 27 h 56 min 20 s                                     | 6e                                                   | Barbara Alvarez — 2e victoire Angelika Castaneda — 2e victoire | 39 h 27 min 00 s                                     |
| 5e      | 24 juillet 1991 | 1er                                                  | Marshall Ulrich                                      | 26 h 34 min 10 s                                     | 3e                                                   | Bonnie Boyer                                                   | 36 h 19 min 20 s                                     |
| 6e      | 22 juillet 1992 | 1er                                                  | Marshall Ulrich — 2e victoire                        | 26 h 18 min 00 s                                     | —                                                    | —                                                              | —                                                    |
| 7e      | 14 juillet 1993 | 1er                                                  | Marshall Ulrich — 3e victoire                        | 28 h 53 min 00 s                                     | —                                                    | —                                                              | —                                                    |
| 8e      | 27 juillet 1994 | 1er                                                  | Bill Menard                                          | 32 h 00 min 33 s                                     | 7e                                                   | Judy Overholtzer                                               | 46 h 57 min 50 s                                     |
| 9e      | 26 juillet 1995 | 1er                                                  | Bill Menard — 2e victoire                            | 34 h 15 min 19 s                                     | 3e                                                   | Judy Overholtzer — 2e victoire                                 | 40 h 44 min 01 s                                     |
| 10e     | 25 juillet 1996 | 1er                                                  | Marshall Ulrich — 4e victoire                        | 33 h 01 min 00 s                                     | 3e                                                   | Judy Overholtzer — 3e victoire                                 | 41 h 13 min 00 s                                     |
| 11e     | 17 juillet 1997 | 1er                                                  | David Jones                                          | 29 h 10 min 00 s                                     | 3e                                                   | Lisa Smith                                                     | 37 h 01 min 00 s                                     |
| 12e     | 16 juillet 1998 | 1er                                                  | Gabriel Flores                                       | 28 h 09 min 00 s                                     | 4e                                                   | Lisa Smith — 2e victoire                                       | 37 h 33 min 00 s                                     |
| 13e     | 15 juillet 1999 | 1er                                                  | Eric Clifton                                         | 27 h 49 min 00 s                                     | 8e                                                   | Angelika Castaneda — 3e victoire                               | 36 h 58 min 00 s                                     |
| 14e     | 27 juillet 2000 | 1er                                                  | Anatoli Kruglikov                                    | 25 h 09 min 05 s                                     | 5e                                                   | Irina Reutovich                                                | 29 h 48 min 27 s                                     |
| 15e     | 25 juillet 2001 | 1er                                                  | Michael Trevino                                      | 28 h 18 min 12 s                                     | 11e                                                  | Anne Langstaff                                                 | 40 h 13 min 40 s                                     |
| 16e     | 23 juillet 2002 | 2e                                                   | Darren Worts                                         | 32 h 38 min 57 s                                     | 1re                                                  | Pam Reed                                                       | 27 h 56 min 47 s                                     |
| 17e     | 22 juillet 2003 | 2e                                                   | Dean Karnazes                                        | 28 h 51 min 26 s                                     | 1re                                                  | Pam Reed — 2e victoire                                         | 28 h 26 min 52 s                                     |
| 18e     | 12 juillet 2004 | 1er                                                  | Dean Karnazes — 2e victoire                          | 27 h 22 min 48 s                                     | 3e                                                   | Monica Scholz                                                  | 29 h 22 min 29 s                                     |
| 19e     | 10 juillet 2005 | 1er                                                  | Scott Jurek                                          | 24 h 36 min 08 s                                     | 5e                                                   | Pam Reed — 3e victoire                                         | 30 h 29 min 55 s                                     |
| 20e     | 24 juillet 2006 | 1er                                                  | Scott Jurek — 2e victoire                            | 25 h 41 min 18 s                                     | 8e                                                   | Monica Scholz — 2e victoire                                    | 32 h 07 min 01 s                                     |
| 21e     | 23 juillet 2007 | 1er                                                  | Valmir Nunes                                         | 22 h 51 min 29 s                                     | 16e                                                  | Lisa Bliss                                                     | 34 h 33 min 40 s                                     |
| 22e     | 14 juillet 2008 | 1er                                                  | Jorge Pacheco                                        | 23 h 20 min 16 s                                     | 3e                                                   | Jamie Donaldson                                                | 26 h 51 min 33 s                                     |
| 23e     | 13 juillet 2009 | 1er                                                  | Marcos Farinazzo                                     | 23 h 39 min 18 s                                     | 5e                                                   | Jamie Donaldson — 2e victoire                                  | 27 h 20 min 18 s                                     |
| 24e     | 12 juillet 2010 | 1er                                                  | Zach Gingerich                                       | 24 h 44 min 48 s                                     | 3e                                                   | Jamie Donaldson — 3e victoire                                  | 26 h 16 min 12 s                                     |
| 25e     | 11 juillet 2011 | 1er                                                  | Oswaldo López                                        | 23 h 41 min 40 s                                     | 7e                                                   | Sumie Inagaki                                                  | 28 h 49 min 27 s                                     |
| 26e     | 16 juillet 2012 | 1er                                                  | Mike Morton                                          | 22 h 52 min 55 s                                     | 11e                                                  | Sumie Inagaki — 2e victoire                                    | 29 h 53 min 09 s                                     |
| 27e     | 15 juillet 2013 | 1er                                                  | Carlos Alberto Gomes de Sá                           | 24 h 38 min 16 s                                     | 11e                                                  | Catherine Todd                                                 | 29 h 55 min 29 s                                     |
| 28e     | 21 juillet 2014 | 1er                                                  | Harvey Lewis                                         | 23 h 52 min 55 s                                     | 8e                                                   | Alyson Venti                                                   | 28 h 37 min 28 s                                     |
| 29e     | 28 juillet 2015 | 1er                                                  | Pete Kostelnick                                      | 23 h 17 min 10 s                                     | 4e                                                   | Nikki Wynd                                                     | 27 h 23 min 27 s                                     |
| 30e     | 18 juillet 2016 | 1er                                                  | Pete Kostelnick — 2e victoire                        | 21 h 56 min 32 s                                     | 5e                                                   | Alyson Venti — 2e victoire                                     | 25 h 53 min 07 s                                     |
| 31e     | 10 juillet 2017 | 1er                                                  | Wataru Lino                                          | 24 h 38 min 40 s                                     | 18e                                                  | Sandra Villines                                                | 34 h 34 min 43 s                                     |
| 32e     | 23 juillet 2018 | 1er                                                  | Michele Graglia                                      | 24 h 51 min 47 s                                     | 5e                                                   | Brenda Guajardo                                                | 28 h 23 min 10 s                                     |
| 33e     | 15 juillet 2019 | 1er                                                  | Yoshihiko Ishikawa                                   | 21 h 33 min 01 s                                     | 2e                                                   | Patrycja Bereznowska                                           | 24 h 13 min 24 s                                     |
| -       | 2020            | Course annulée en raison d'une catastrophe naturelle | Course annulée en raison d'une catastrophe naturelle | Course annulée en raison d'une catastrophe naturelle | Course annulée en raison d'une catastrophe naturelle | Course annulée en raison d'une catastrophe naturelle           | Course annulée en raison d'une catastrophe naturelle |
| 34e     | 19 juillet 2021 | 1er                                                  | Harvey Lewis — 2e victoire                           | 25 h 50 min 23 s                                     | 7e                                                   | Sally McRae                                                    | 30 h 48 min 47 s                                     |
| 35e     | 11 juillet 2022 | 1er                                                  | Yoshihiko Ishikawa — 2e victoire                     | 23 h 08 min 20 s                                     | 3e                                                   | Ashley Paulson                                                 | 24 h 09 min 35 s                                     |
| 36e     | 4 juillet 2023  | 2e                                                   | Simen Holvik                                         | 22 h 28 min 08 s                                     | 1re                                                  | Ashley Paulson — 2e victoire                                   | 21 h 44 min 35 s                                     |